# Pier Lorenzo Pisano
Pier Lorenzo Pisano (Napoli, 1991) è un drammaturgo, regista e sceneggiatore italiano.

## Biografia
Nato a Napoli nel 1991, vive a Venezia, dove si è laureato in Conservazione dei Beni Culturali. Si è poi diplomato come regista cinematografico presso il Centro sperimentale di cinematografia di Roma. Il suo cortometraggio d’esordio, Così in terra, è stato selezionato in concorso al 71º Festival di Cannes e in più di cinquanta festival internazionali. I suoi testi teatrali sono tradotti in dodici lingue e rappresentati in teatri e festival europei.
Ha vinto numerosi premi tra cui il Premio Solinas, il  Premio Riccione "Pier Vittorio Tondelli", il Premio Hystrio, il  56º Premio Riccione per il Teatro. Il buio non fa paura, suo romanzo d’esordio, è risultato tra i finalisti del Premio Calvino nel 2020.
Come regista cinematografico ha diretto i corti Così in terra (Festival di Cannes 2018) e Antiorario (Locarno Film Festival 2019). Per Einaudi ha pubblicato, nella collana Collezione di teatro, Per il tuo bene. Semidei nel 2023. Attualmente è artista associato del Piccolo Teatro di Milano.
È autore in residenza presso il New York Theater Workshop e il Royal Court Theatre. Fa parte dei progetti Fabulamundi Playwriting Europe, Playstorm (Teatro Stabile di Torino), Between Lands (Emilia Romagna Teatro). Il suo lavoro è stato presentato in programma al 72º Festival d’Avignon nel Forum des Nouvelles Écritures Dramatiques Européennes. 

## Premi
- 2021 - Vincitore 56º Premio Riccione per il Teatro
- 2020 - Selezione Premio Italo Calvino
- 2018 - Vincitore Premio Solinas
- 2018 - Selezione 71° Cannes Film Festival – sezione La Cinef
- 2017 - Vincitore  Premio Riccione "Pier Vittorio Tondelli"
- 2016 - Vincitore Premio Hystrio – Scritture di Scena
- 2015 - Vincitore Mario Fratti Award (Inscena Award, New York)